# Saku kommun
Saku kommun (estniska: Saku vald) är en kommun i landskapet Harjumaa i norra Estland, belägen direkt söder om huvudstaden Tallinn. Kommunens centralort är småköpingen Saku.

## Geografi

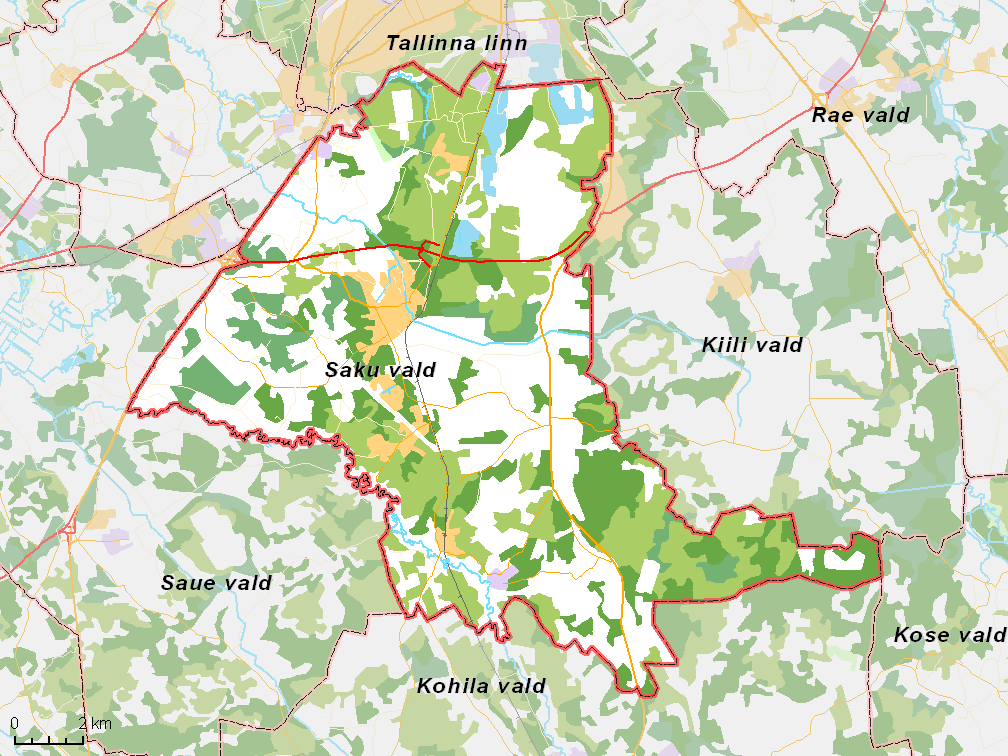
Översiktlig karta över kommunen.

## Orter
I Saku kommun finns två småköpingar och 20 byar.

### Småköpingar
- Kiisa
- Saku

### Byar
- Juuliku
- Jälgimäe
- Kajamaa
- Kasemetsa
- Kirdalu
- Kurtna
- Lokuti
- Metsanurme
- Männiku
- Rahula
- Roobuka
- Saue
- Saustinõmme
- Sookaera-Metsanurga
- Tagadi
- Tammejärve
- Tammemäe
- Tõdva
- Tänassilma
- Üksnurme